# Adamów (powiat zamojski)
Adamów – wieś w Polsce położona w województwie lubelskim, w powiecie zamojskim, w gminie Adamów.
W latach 1975–1998 miejscowość należała administracyjnie do województwa zamojskiego.
Ośrodek usługowy regionu rolniczego. 
Wieś jest sołectwem, siedzibą gminy Adamów. Według Narodowego Spisu Powszechnego z roku 2011 wieś liczyła 378 mieszkańców i była czwartą co do liczby ludności miejscowością gminy.
Wierni Kościoła rzymskokatolickiego należą do parafii Zesłania Ducha Świętego w Krasnobrodzie.

## Historia
Wieś powstała w początkach XVIII wieku w krasnobrodzkich dobrach hrabiów Tarnowskich, nazwana od imienia ówczesnego dziedzica dóbr. Już wkrótce potem wieś sama stała się ośrodkiem odrębnych włości ziemskich.

### Wiek XIX
W połowie XIX w. należała do Załuskich, zaś w początkach XX stulecia do hrabiego Witolda Łosia. W 1920 r. majątki ziemskie tego ostatniego w Adamowie, Bondyrzu i Szewni zajmowały łączny obszar 3471 ha użytków rolnych.
Według spisu z 1827 roku wieś była w powiecie zamojskim i parafii Potoczek. Liczyła wówczas 21 domów i 131 mieszkańców.
Podczas kampanii wrześniowej 1939 roku (23-25 września) w okolicach wsi(głównie w Jacni) toczyły się zacięte boje oddziałów polskich zgrupowania kawalerii gen. W. Andersa oraz 39 i 41 Dywizji Piechoty z niemieckim VII Korpusem. Został tu zdziesiątkowany m.in. 2 pułk strzelców konnych ze zgrupowania Andersa.
W nocy z 29 na 30 czerwca 1943 r. hitlerowcy próbowali wysiedlić mieszkańców wsi, którzy jednak w zdecydowanej większości zdołali zbiec do lasu. Schwytano wówczas ok. 30 osób, pozostałych we wsi i wywieziono do obozu w Zamościu. Po akcji niemieckiej ludność powróciła do domów.